# Overboard (2018)
Overboard ist eine US-amerikanische Filmkomödie aus dem Jahr 2018. Der Regisseur war Rob Greenberg, das Drehbuch schrieb er gemeinsam mit Bob Fisher und Leslie Dixon. Die Hauptrollen spielen Eugenio Derbez und Anna Faris. Es handelt sich um eine Neuverfilmung des Spielfilms Overboard – Ein Goldfisch fällt ins Wasser aus dem Jahr 1987 mit vertauschten Geschlechterrollen.

## Handlung
Kate, eine alleinerziehende Mutter dreier Töchter, hält sich mit mehreren Jobs über Wasser. Ihr Ziel ist es, eine Prüfung zur Krankenschwester zu bestehen. Bei einem Auftrag reinigt sie die Luxusyacht des arroganten mexikanischen Milliardenerben Leonardo. Er verhält sich ihr gegenüber unverschämt und verächtlich, verweigert die Bezahlung und wirft sie mitsamt ihrer teuren Ausrüstung über Bord.
Unmittelbar danach erleidet er jedoch einen Unfall, durch den er sein Gedächtnis verliert. Sein Vater liegt im Sterben und trotz aller seiner Fehler und obwohl er sich nie um das Familienunternehmen gekümmert hat, will dieser ihm doch die Geschäftsleitung übergeben. So wittert seine Schwester Magdalena ihre Chance und tut so, als wäre der aufgefundene Leonardo nicht ihr Bruder.
Kate gibt sich im Krankenhaus als seine Ehefrau aus und nimmt ihn zu sich. Da Kate für ihre Prüfung lernen muss und in Geldschwierigkeiten ist, lässt sie Leonardo den Haushalt machen und in Hilfsarbeiterjobs Geld verdienen gehen. Sie verwehrt ihm auch das Ehebett, da er angeblich den Anonymen Alkoholikern angehört und Wiedergutmachung leisten muss.
Trotz einiger Unregelmäßigkeiten fügt sich Leonardo in seine neue Rolle ein. Dabei wird er allmählich seiner Rolle als Arbeiter auf dem Bau, als Hausmann und auch als Vater gerecht. Kate und die Kinder entwickeln eine wachsende Sympathie für Leonardo. Als Kate ihre Prüfung zur Krankenschwester bestanden hat, will sie ihm, von Schuldgefühlen geplagt, alles beichten, doch ihre Kinder verhindern dies. So geht die Scharade noch einige Zeit weiter.
Auf dem Höhepunkt ihres Gefühlslebens, als Leonardo „zum zweiten Mal“ um Kates Hand anhält, fliegt der Schwindel auf. Bei einer Trauerfeier um Leonardo fällt einem von Leonardos Bediensteten ein Bild auf, auf dem er Leonardo wiedererkennt. Leonardo wird von seiner wirklichen Familie abgeholt und verlässt sichtlich aufgebracht seine Ersatzfamilie.
Beide entwickeln nun aber eine starke Sehnsucht füreinander, Leonardo macht mit seiner Yacht kehrt, während Kate ihm gleichzeitig nachfährt. Schließlich treffen sich die beiden. Leonardos Vater erklärt jedoch, er werde ihn enterben, wenn er sich für Kate und gegen das Unternehmen entscheidet. Schließlich küssen sich Kate und Leonardo. Leonardos jüngste Schwester wird Geschäftsführerin, während Magdalena sich um das verhasste Entwicklungshilfeprojekt der Firma kümmern muss.
Während Leonardo, für sich, Kate und die Kinder Lunchpakete richtet, erscheint seine ehemaliger Diener Colin, welcher im Auftrag der jüngeren Schwester Sofia mitteilt, dass die Yacht, sie trägt den Namen "Birthday Present", ein legales Geschenk von Leonardos Vater zu seinem Geburtstag war. Sie ist daher sein Eigentum. Kate und Leonardo heiraten schließlich, in Anwesenheit der Töchter und Freunden, auf der Yacht, die ein deutliches Schild „for sale“ trägt.

## Unterschiede zum Original
Der Film ist ein Remake des 1987 veröffentlichten Films Overboard – Ein Goldfisch fällt ins Wasser von Garry Marshall mit vertauschter Perspektive. Während im Original Goldie Hawn eine selbstsüchtige Millionenerbin spielt, ist Eugenio Derbez ein verwöhnter Playboy und Macho. Aus dem alleinerziehenden Tischler, gespielt von Kurt Russell, wurde eine überforderte Arbeitermutter, die von Anna Faris gespielt wird.
Anders als im Original lässt Kate ihren Schein-Ehemann allerdings nicht mit ins Ehebett, sie gibt die drei Mädchen auch nicht als leibliche Kinder Leonardos aus, da dieser angeblich zeugungsunfähig sei. Zudem schickt sie Leonardo ebenfalls anders als im Original in einen Hilfsarbeiterjob zum Arbeiten. Sie entscheidet sich auch nicht wie im Original aus der Notlage heraus für den Ehe-Schwindel, weil die Kinder in der Schule Ärger haben und eine Hilfe brauchen, sondern um selbst besser für ihr Krankenschwester-Examen lernen zu können. Ebenso wie im Original hatte Leo so gut wie nichts dabei. Statt eines sexy Slips hatte Leo eine Packung Kondome dabei, die er – wie im Original – im Handschuhfach findet. Die folgenden Dialoge mit dem „Ehepartner“ und den Kindern sind fast identisch.
Anspielungen auf das Original gibt es mit dem gleichen Setting in Elk Cove, Oregon, sowie einem Arzt, der von einem ähnlichen Fall von Amnesie berichtet, der sich in den 80er-Jahren ereignet haben soll.
Trivia: Leos jüngere Schwester ruft wegen des angeblichen Haiangriffs auf ihren Bruder den örtlichen Sheriff an, der einen solchen Angriff konsequent verneint. Ihm fehlt nicht nur ein Arm (den er offensichtlich bei einem solchen Angriff verlor), er heißt auch „Brody“ – wie der Sheriff in Der weiße Hai.

## Hintergrund
Der Film wurde von Metro-Goldwyn-Mayer und Lionsgate Films (unter dem Label Pantelion Films) produziert. Die Regie übernahm Rob Greenberg, der neben Bob Fisher und Leslie Dixon auch am Drehbuch beteiligt war. Ursprünglich für Mitte/Ende April angekündigt, erhielt er seinen Kinostart am 4. Mai 2018 in den Vereinigten Staaten, um nicht mit dem Blockbuster Avengers: Infinity War konkurrieren zu müssen.
In Deutschland erschien der Film am 14. Juni 2018 im Kino. Den Verleih übernahm Kinostar. Es folgte eine DVD- und Blu-Ray-Veröffentlichung über EuroVideo am 23. Oktober 2018. Er lief am 23. Februar 2019 erstmals auf Sky Deutschland im Pay-TV, die Free-TV-Premiere fand am 13. Dezember 2020 auf RTL statt.

## Rezeption

### Kritiken
Die Plattform Rotten Tomatoes verzeichnete nur 24 % positive bei 89 ausgewerteten Kritiken. Laut Filmstarts ist der Film eine arg vorhersehbare Komödie, die wegen des Hauptdarstellers Eugenio Derbez aber doch einen Blick wert ist. Cinema kritisierte, dass der Film ein vergurktes Remake der Goldie-Hawn-Komödie sei. Auch in der Kritik von Franz Everschor vom Filmdienst wurde der Film eher schlecht rezipiert: „Die Regie verwechselt ihrerseits Leichtigkeit mit Plumpheit und Anspielungen auf ein zeitgemäßes Geschlechterverständnis mit formelhafter Karikatur. Wer etwas zu lachen haben will, sollte lieber einen Nostalgie-Trip wagen und zur DVD des alten Garry-Marshall-Films greifen.“
In Anspielung auf den Titel des Films meinte Susan Wloszczyna von Roger-Ebert.com, der Film sollte lieber „Overbored“ (etwa: „Megalangweilig“) genannt werden. Wie Susan Wloszczyna kritisierten auch Lida Bach von Pressplay.at sowie Barbara Schweizerhof in der Die Tageszeitung den Umgang mit dem bereits vorhandenen Sexismus der Vorlage. Statt mit den Geschlechterklischees zu spielen, würden in der Komödie weitere Platitüden hinzukommen. So hat der Millionärssohn laut den männlichen Arbeitern „Frauenhände“ und auch weitere Klischees über die Männlichkeit der Hauptperson werden ausgewalzt.
Positiver rezipiert wurde die Komödie im Cineclub: „Die Darsteller waren ganz offensichtlich mit viel Spaß bei der Sache, die unterhaltsamen Szenen funktionieren gut und auch die eingeschnittene Nebenhandlung der Millionärsfamilie wirkt wohldosiert. (…) Dieser insgesamt sehr familientaugliche Film mündet schließlich in ein Finale, das – wie es sich für das Genre gehört – sein Publikum ganz zufrieden einstimmt.“

### Einspielergebnis
Der Film spielte bei einem geschätzten Budget von 12 Millionen Dollar weltweit etwa 91,2 Millionen Dollar ein. Damit lag er auf Platz 65 der erfolgreichsten Filme 2018.

### Auszeichnungen
Bei den Teen Choice Awards 2018 wurde der Film in drei Kategorien nominiert. Eva Longoria und Eugenio Derbez konnten je einen Imagen Award gewinnen, darüber hinaus wurde Mel Rodriguez und der Film selbst für einen Preis nominiert.

## Synchronisation
Die deutschsprachige Synchronisation entstand bei der Xscape Mediaservices nach einem Dialogbuch von Uwe Thomsen unter der Dialogregie von Felix Auer. Kritisiert wurde die deutsche Synchronisation, weil in der deutschen Version ein künstlicher spanischer Akzent eingesetzt wurde, während im Original die Familiendialoge in Spanisch gesprochen wurden.
| Darsteller/in    | Deutsche Synchronstimme | Rolle                |
| ---------------- | ----------------------- | -------------------- |
| Eugenio Derbez   | Martin Bonvicini        | Leonardo Montenegro  |
| Anna Faris       | Stephanie Kellner       | Kate Sullivan        |
| Eva Longoria     | Katharina Schwarzmaier  | Theresa              |
| Mel Rodriguez    | Marc Rosenberg          | Bobby                |
| Omar Chaparro    | Andreas Thiele          | Burro                |
| Javier Lacroix   | Patrick Schröder        | Carlos, Koch         |
| John Hannah      | Martin Umbach           | Colin                |
| Garry Chalk      | Michael Brennicke       | Dr. Fletcher         |
| Hannah Nordberg  | Laura Jenni             | Emily Sullivan       |
| Swoosie Kurtz    | Marion Hartmann         | Grace                |
| Josh Segarra     | Jochen Paletschek       | Javier               |
| Per Graffman     | Jakob Riedl             | Kapitän              |
| Cecilia Suárez   | Madeleine Stolze        | Magdalena Montenegro |
| Payton Lepinski  | Franziska Hartmann      | Molly Sullivan       |
| Alyvia Alyn Lind | Johanna Blaich          | Olivia Sullivan      |
| Fernando Luján   | Willi Röbke             | Papi Montenegro      |
| Mariana Treviño  | Eva-Maria Reichert      | Sofia Montenegro     |